# باربرا مكنمارا
باربرا مكنمارا (بالإنجليزية: Barbara McNamara)‏ هي لغوية أمريكية، ولدت في 1942 في كلينتون في الولايات المتحدة.